# Casino de Trouville-sur-Mer
Le casino de Trouville-sur-Mer est un casino situé à Trouville-sur-Mer, dans le Calvados en Normandie. Construit en 1912, il se déploie sur 6 500 m2. Il occupe un îlot formé par le boulevard de la Cahotte, le quai Albert-Ier et la place Foch, point névralgique de la ville entre les quais de la Touques et la promenade des Planches.

## Histoire
Un casino  a été édifié dès 1847. À l’origine, ce n’est pas un simple établissement de jeu, mais un endroit cossu fréquenté par une clientèle élégante et fortunée. Des bals, opérettes et des pièces de théâtre y ont régulièrement lieu.
Le théâtre y est considéré comme « digne des plus grandes scènes », l’acoustique y est excellente et les meilleures productions artistiques de l’époque y sont présentées.
Les plus grands artistes et personnalités de la haute société de l’époque le fréquentent durant leurs vacances, les Laffitte, les Vernes, les Perrier, les Seillière, mais aussi des comtes et comtesses comme les Pourtualès ou les Poniatowski.
Eugène Cornuché est l'exploitant du casino trouvillais depuis 1909 quand il se rend parallèlement acquéreur en 1910 du Grand Hôtel du casino de Deauville.
Le casino actuel est inauguré le 29 juin 1912, seulement quinze mois après le début du chantier. L'architecte est Alexandre Durville. Il est décoré dans un style colonial inspiré de la Louisiane, comme en témoignent les deux roues à aubes visibles dès l’entrée ; de même, l'artiste André Lagrange, en 1927, a-t-il tiré son inspiration du thème de la Louisiane pour la réalisation de deux fresques murales, disparues à l'occasion de la restauration.
En 1927, l'architecte Georges Wybo ajoute deux grandes salles (boule et baccara), ainsi qu'un porche central à la façade sur mer.
La casino de Trouville est vite délaissé au profit de celui de Deauville qui connaît un succès triomphal et attire de plus en plus de clients fortunés. Cet échec entraîne la démission du maire et, dès 1936, Trouville ne cesse de perdre des habitants. Le maire Fernand Moureaux décide alors d’orienter la station balnéaire vers une clientèle plus populaire et plus familiale. Le casino est reconverti en un musée municipal jusqu'en 1956.
Entre 2011 et 2013, la ville entreprend une rénovation partielle confiée à l'architecte Jean-Philippe Nuel qui vise surtout à réhabiliter les « cures marines ». La rénovation entraîne la suppression de la salle de cinéma mais l’ancienne salle de théâtre à l’italienne située à l’intérieur du casino est sauvée de justesse. Le projet géré par la municipalité consiste à conserver les éléments architecturaux du théâtre d’origine tout en le modernisant en y installant une salle de conférence et de spectacles. La décoration intérieure est menée par l’architecte et décorateur Jacques Garcia.
Le casino est inscrit au titre des monuments historiques en 2016.

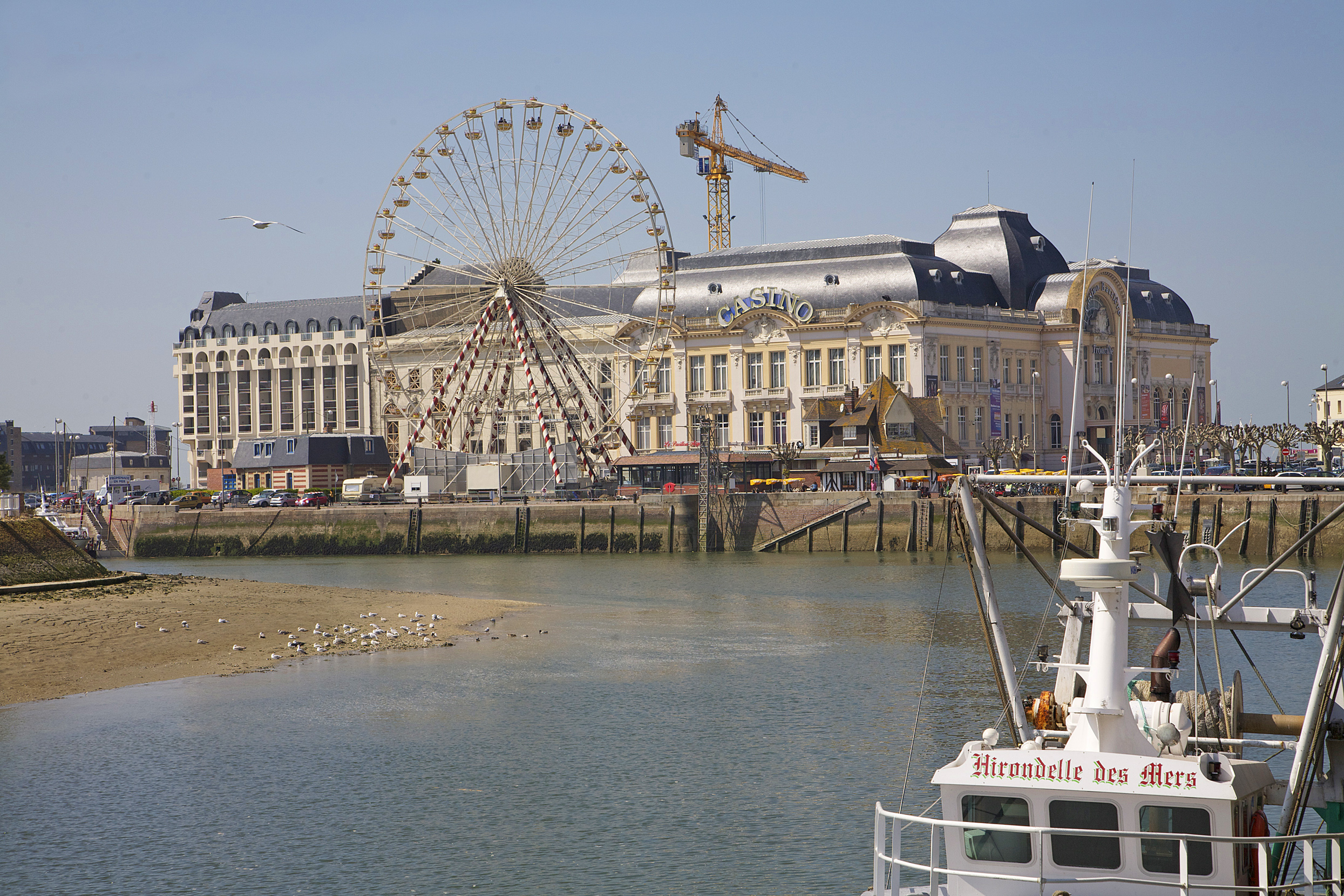
La Touques et le casino en 2013.
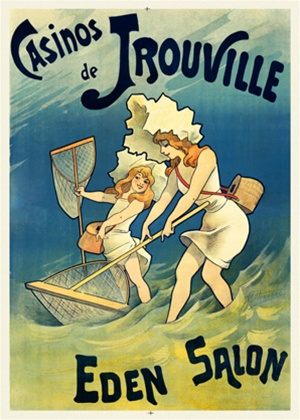
Publicité pour le casino vers 1890.

## Littérature
- Christine Montalbetti, Trouville Casino, roman, éd. POL, 2018 [9]